# Bassett (Arkansas)
Bassett – miasto w Stanach Zjednoczonych, w stanie Arkansas, w hrabstwie Mississippi.